# Chaim Potok
Rabín Dr. Chaim Potok (17. února 1929 New York - 23. července 2002 Merion) byl americký spisovatel a rabín.

## Biografie
Vlastním jménem Herman Harold Potok. Narodil se v newyorském Bronxu v ortodoxní rodině přistěhovalců z Polska. Stal se rabínem, vystudoval na univerzitě filozofii a nechtěl se vzdát ani náboženského, ani světského prostředí. Sám však od ortodoxních pozic dospěl ke konzervativním. Působil také jako vojenský kaplan v korejské válce, poté krátce přednášek na univerzitě v Los Angeles. Roku 1958 se oženil. Roku 1963 se stěhuje do Izraele, roku 1965 do USA. V 70. letech žije rodina znovu v Izraeli, 

## Dílo
Jeho díla jsou autobiografická či svědectvími o pocitech a problémech Židů ortodoxního původu v současné americké společnosti. Byl ovlivněn Jamesem Joycem, Evelynem Waughem a Ernestem Hemingwayem.
- Jewish Ethics (1964-1969)
- Vyvolení (1967) - nejznámější román, o přátelství dvou židovských chlapců z různě nábožensky orientovaných rodin. Kniha byla zfilmována.
- Slib (1969) - pokračování předchozího
- Jmenuji se Ašer Lev (1972) - román z chasidského prostředí
- Dar Ašera Leva (1995) - pokračování předchozího
- Na počátku (1975) - autobiografický román
- The Jew Confronts Himself in American Literature (1975)
- Putování - Dějiny Židů (1978) - osobité pojetí dějin židovského národa
- Kniha světel (1981) - zde zúročil své zkušenosti vojenského kaplana v Koreji, který se zde současně zabývá kabalou
- Já hlína jsem (1992) - volné pokračování
- The Tree of Here (1993)
- The Sky of Now (1994)
- Davitina harfa (1985) - vypravěčkou je dívka z tradičního židovského prostředí
- Staří muži o půlnoci (2001) - sbírka povídek, volně spojená s předchozí knihou, zde je dívka posluchačkou
- Theo Tobiasse (1986)
- Brány listopadu (1999) - dějiny skutečné židovské rodiny v žánru literatury faktu
- Isaac Stern: My First 79 Years (1999) – společně s Isaacem Sternem.
- Conversations with Chaim Potok (2001)
- Zebra a jiné povídky (1998, česky 2001) - pro mládež